# Mikó Jenő
Mikó Jenő (Felsőhutka, 1931. május 17. – Pozsony, 2004. július 1.) felvidéki református püspök, egyházi író.

## Pályafutása
1941 és 1945 között a sárospataki református kollégiumban, majd a kassai gimnáziumban tanult, ahol 1950-ben érettségizett. Református lelkészi oklevelét a prágai Károly Egyetem teológiai karán szerezte 1954-ben. 1965 és 1966 között Bázelben folytatott posztgraduális tanulmányokat. 1988-ban a pozsonyi Comenius Egyetem teológiai karán doktorált.
Lelkipásztori szolgálatát 1954-ben Rimaszombatban kezdte segédlelkészként, majd 1958-tól Érsekújvárott gondozó lelkész. 1960 és 1981 között Vágfarkasd lelkipásztora. 1981-től 1990-ig Pozsonyban lelkipásztor, esperes.
1990 és 1996 között a Szlovákiai Református Keresztyén Egyház püspöke volt. A felvidéki magyarság politikai képviseletét az Együttélés parlamenti képviselőjeként látta el 1990 és 1994 között. 1991-től a Csehszlovákiai Egyházak Ökumenikus Tanácsának az elnöke és a Magyar Református Világszövetség alelnöke volt. Írásai 1981 és 1996 között a Kálvinista Szemle egyházi lapban jelentek meg.